# Pixi.js
Pixi.js est une bibliothèque open source permettant de réaliser des animations 2D et interactives, dans un navigateur web. Elle est en JavaScript, basée sur HTML5. Elle utilise la technologie WebGL par défaut et comporte un fallback dans la technologie HTML5 canvas. La bibliothèque est également utilisée en JavaScript.